# 지역디자인센터
지역디자인센터는 산업통상자원부와 한국디자인진흥원(KIDP)가 4차 산업혁명의 핵심 구현수단인 디자인 인프라의 수도권 집중 해소를 위해 광역권별로 설치한 디자인산업 거점기관이다. 고가의 첨단 장비를 구축하거나 선진 디자인 기술을 운영하기 힘든 중소기업과 영세 디자인 업체가 활용할 수 있는 기관의 필요성이 제기된 이후, 지방에서도 쉽게 접근할 수 있도록 지역 중심의 디자인혁신센터를 건립한 것이다. 디자인 기반 기술의 개발과 교육, 종합 디자인 컨설팅 지원 또한 지역 밀착형으로 이루어짐으로써 전국적으로 디자인 관련 사업과 업무 수행을 수월하게 해내고자 하는 목적으로 설립되었다.

## 기관별 CI 및 설립 근거
| 명칭               | CI | 설립 근거 | 설립 및 개원 시기                              | 홈페이지                                       |
| ------------------ | -- | --- | ---------------------------------------------- | ---------------------------------------------- |
| 대구경북디자인센터 |    | - 산업기술혁신촉진법 제19조(산업기술기반조성사업) - 대구광역시 재단법인 대구경북디자인센터 설립 및 운영에 관한 조례                            | 2006년 12월 1일 법인설립 2008년 6월 19일 개원  | www.dgdc.or.kr 보관됨 2020-11-29 - 웨이백 머신 |
| 광주디자인진흥원   |    | - 산업기술혁신촉진법 제11조(산업기술개발사업) - 민법 제32조(비영리법인의 설립과 허가) - 재단법인 광주광역시 광주디자인진흥원 설립 및 운영 조례 | 2005년 9월 23일 법인설립 2006년 3월 22일 개원  | www.gdc.or.kr 보관됨 2021-02-25 - 웨이백 머신  |
| 대전디자인진흥원   |    | - 민법 제32조(비영리법인의 설립과 허가) - 산업디자인진흥법 제11조의2(지역디자인센터의 설치 등) - 재단법인 대전디자인진흥원 설립 및 운영 조례   | 2019년 9월 23일 법인설립 2020년 3월 1일 개원   | www.didp.or.kr 보관됨 2021-01-21 - 웨이백 머신 |
| 부산디자인진흥원   |    | - 산업디자인진흥법 제11조의2(지역디자인센터의 설치 등) - 부산디자인진흥원 설립 및 운영 지원 조례                                               | 2019년 9월 23일 법인설립 2020년 3월 1일 개원   | www.dcb.or.kr 보관됨 2020-11-26 - 웨이백 머신  |
| 강원디자인진흥원   |    | - 산업디자인진흥법 제11조의2(지역디자인센터의 설치 등) - 재단법인 강원디자인진흥원 설립 및 지원 조례                                           | 2019년 11월 1일 법인설립 2020년 10월 14일 개원 | www.gidp.kr 보관됨 2020-08-14 - 웨이백 머신    |